# Verano del 85
Verano del 85 (en francés: Été 85) es una película dramática franco-belga de 2020 escrita y dirigida por François Ozon, basada parcialmente en la novela Dance on My Grave, publicada en 1982 por Aidan Chambers. Está protagonizada por Félix Lefebvre, Benjamin Voisin, Philippine Velge, Valeria Bruni Tedeschi, Melvil Poupaud e Isabelle Nanty. 

## Argumento
La cinta está ambientada en el verano de 1985, en la costa de Normandía (Francia). Un adolescente llamado Alexis, de 16 años, está pasando unos días de vacaciones en un crucero de lujo, lugar propio para clases medias acomodadas que ambicionan un estilo de vida burgués. Si lo usual en estas edades es hacer amistades en el crucero y aprovechar para hacer deportes acuáticos, nuestro protagonista, en lugar de disfrutar con los deseos propios de la pubertad, fantasea constantemente con la muerte, porque para él no hay experiencia más alucinante que la de morir. Tras conocer a un joven, de pronto, una tormenta amenaza la navegación y el barco queda malparado. David ha de ser rescatado de la embarcación. A partir de aquí, se creará una historia de amor tumultuosa entre David y Alexis, con un giro inesperado en la relación y un pacto de por medio que se prometieron cumplir.

## Reparto
- Félix Lefebvre ː Alexis Robin
- Benjamin Voisin ː David Gorman
- Philippine Velge ː Kate
- Valeria Bruni Tedeschi ː madre de David
- Melvil Poupaud ː Lefèvre
- Isabelle Nanty ː madre de Alexis
- Laurent Fernandez ː padre de Alexis
- Aurore Broutin ː profesor
- Bruno Lochet ː Bernard
- Yoann Zimmer ː Luc
- Antoine Simoni ː Chris

## Estreno
La película se presentó en el Festival de Cannes en mayo de 2020, justo antes de la suspensión de su estreno, a causa de la pandemia de COVID-19. Fue estrenada en Francia al año siguiente, en concreto, el 14 de julio de 2020. En septiembre de ese mismo año, Music Box Films adquirió los derechos de distribución de la película en Estados Unidos. Se proyectó en el Festival Internacional de Cine de Toronto de 2020 el 13 de septiembre de 2020. En España, se estrenó el 9 de octubre de 2020 por Golem Distribución.

## Nominaciones
| Premio        | Categoría                 | Nominación                                           | Resultado | Notas |
| ------------- | ------------------------- | ---------------------------------------------------- | --------- | ----- |
| Premios César | Mejor película            | Mejor película                                       | No        | [ 6 ] |
| Premios César | Mejor Director            | François Ozon                                        | No        | [ 6 ] |
| Premios César | Mejor actriz secundaria   | Valeria Bruni Tedeschi                               | No        | [ 6 ] |
| Premios César | Mejor esperanza masculina | Félix Lefebvre                                       | No        | [ 6 ] |
| Premios César | Mejor esperanza masculina | Benjamin Voisin                                      | No        | [ 6 ] |
| Premios César | Mejor adaptación          | François Ozon                                        | No        | [ 6 ] |
| Premios César | Mejor música original     | Jean-Benoît Dunckel                                  | No        | [ 6 ] |
| Premios César | Mejor sonido              | Brigitte Taillandier, Julien Roig y Jean-Paul Hurier | No        | [ 6 ] |
| Premios César | Mejor fotografía          | Hichame Alaouié                                      | No        | [ 6 ] |
| Premios César | Mejor montaje             | Laure Gardette                                       | No        | [ 6 ] |
| Premios César | Mejor vestuario           | Pascaline Chavanne                                   | No        | [ 6 ] |
| Premios César | Mejor decorado            | Benoît Barouh                                        | No        | [ 6 ] |
| Lumières 2021 | Mejor película            | Mejor película                                       | No        | [ 7 ] |
| Lumières 2021 | Mejor director            | Françoise Ozon                                       | No        |       |

Con trece nominaciones a los premios César 2020, aunque sin obtener ningún premio en la ceremonia, Verano del 85 igualó el récord de más nominaciones para una película que no obtuviera estatuilla alguna. La película fue distinguida con el sello de Calidad en el Festival de Cannes de 2020 y entró en competición en el Festival Internacional de Cine de San Sebastián 2020 por la Concha de Oro.